# 萩港
萩港（はぎこう）は、山口県萩市にある港湾。港湾管理者は山口県。港湾法上の地方港湾、港則法上の特定港に指定されている。

## 概要

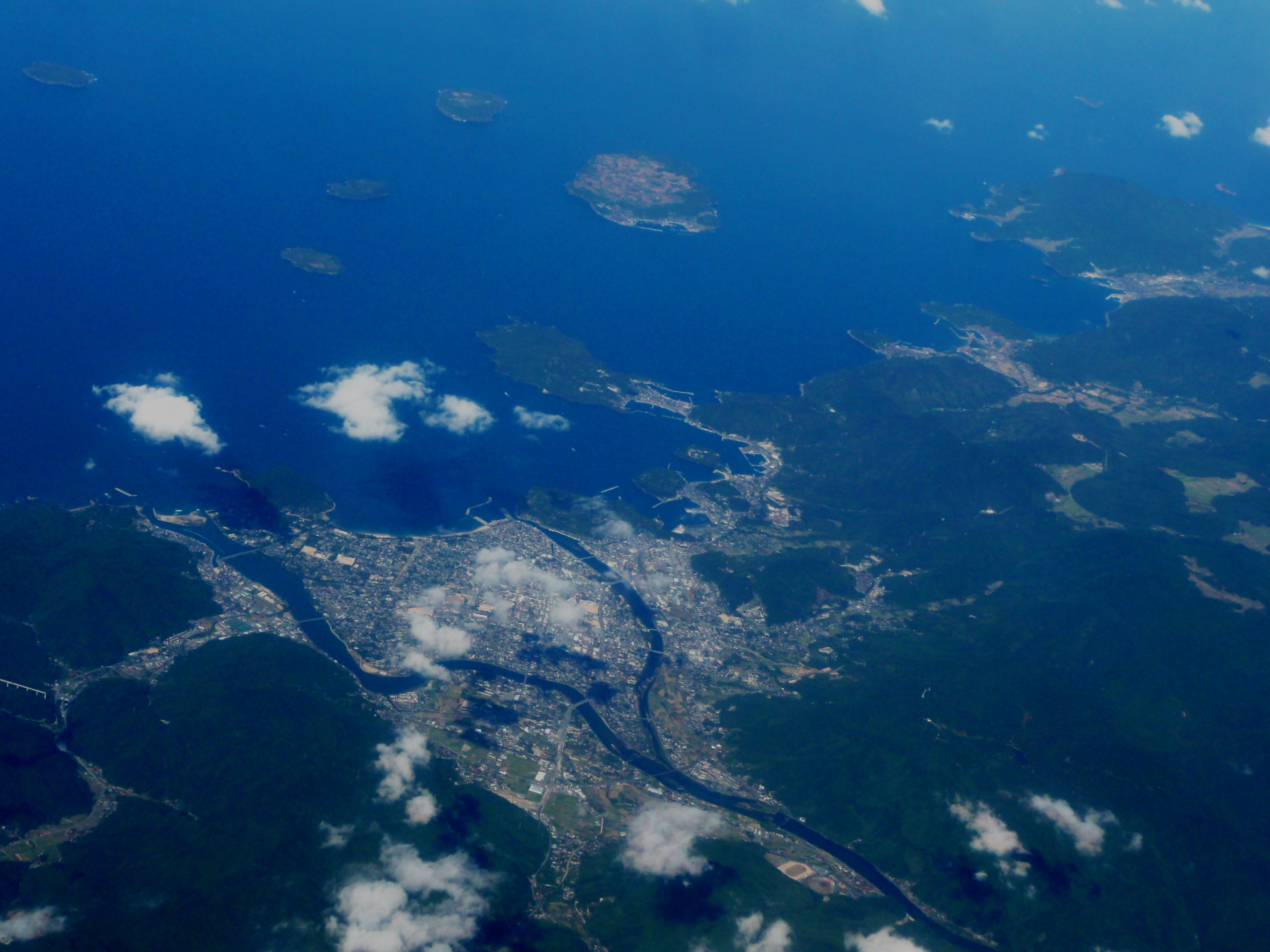
中央の阿武川河口左岸が浜崎地区、その右側が潟港地区、上方の離島が大島

山口県の北西部に位置する港湾で、日本海に面している。離島航路の案内などでは、隣接する萩漁港（第3種漁港）に対して萩商港と呼ばれている。古くから大陸貿易の拠点となっており、江戸時代には毛利藩の城下町として栄え、その後の明治維新の発祥の地ともなった。
1927年に開港の指定を受け、戦後は1976年に浜崎地区の港湾整備が完成、離島航路の発着拠点として利用されている。1987年から海洋性レクリエーション活動の拠点として、潟港地区に小型船だまりや公園などが整備され、2005年度には4000総トン級の客船が接岸可能なクルーズ船バースの供用が開始された。
2015年度の発着数は19,047隻（1,124,921総トン）、うち外航商船16隻（35,149総トン）、利用客数は166,726人（乗込人員83,338人、上陸人員83,388人）、うち外国航路966人（乗込人員483人、上陸人員483人）である。

## 航路
萩市の出資する第三セクターである萩海運が浜崎地区から見島・相島・大島への離島航路を運航している。

### 萩海運
見島航路
- 萩港 - 本村港 - 宇津港（所要時間1時間20分 - 1時間45分）

3月-8月は1日3往復（萩港行2便・3便は本村港に寄港しない）、9月-2月は1日2往復を運航する。高速船「ゆりや」が就航する。
相島航路
- 萩港 - 相島港（所要時間40分）

1日3往復を運航する。貨客船「つばき2」が就航する。
大島航路
- 萩港 - 大島港（所要時間25分）

1日4往復を運航する。フェリー「はぎおおしま」が就航する。

## 港湾施設
阿武川河口左岸の浜崎地区と潟港地区の2地区に分かれており、潟港地区には第七管区海上保安本部仙崎海上保安部萩海上保安署が置かれている。

### 浜崎地区
- −4.5m岸壁（1バース、L=120m）
- −3.5/−4.0m物揚場（L=310m）

### 潟港地区
- −7.2m岸壁（1バース、L=110m）
- −5.5m岸壁（1バース、L=140m）
- −3m物揚場（L=106m）